# さいたま市立桜木中学校
さいたま市立桜木中学校（さいたましりつ さくらぎちゅうがっこう）は、埼玉県さいたま市大宮区にある公立中学校。

## 沿革
- 1947年（昭和22年） - 桜木小学校に併設の形で大宮市立第二中学校開設。
- 1948年（昭和23年） - 11月1日、三橋中学校独立を以て開校記念日とする。
- 1949年（昭和24年） -  3月31日、桜木中学校に改称。旧大宮女学校跡に移転、独立開校祝賀式を挙行。
- 1950年（昭和25年） - 音楽室新設。校歌制定（作詞：下山懋、作曲：下総皖一）。
- 1951年（昭和26年） - 校庭拡張工事。
- 1953年（昭和28年） - 木造二階建校舎1棟増築。校庭拡張。
- 1954年（昭和29年） - 校旗制定。
- 1955年（昭和30年） - 新校舎二階建1棟竣工。
- 1959年（昭和34年） - 図書館等木造二階建校舎増築竣工。
- 1962年（昭和37年） - 複式学級設置。
- 1964年（昭和39年） - 鉄筋3階建新校舎（本館）第一期完了。
- 1965年（昭和40年） - 鉄筋3階建新校舎（本館）第二期完了。
- 1966年（昭和41年） - 技術・家庭科室棟完成。体育館完成。
- 1968年（昭和43年） - 野球バックネット完成。
- 1972年（昭和47年） - 創立25周年記念式典挙行、鉄筋4階建新校舎（西館）落成、藤棚完成。
- 1973年（昭和48年） - 防球ネット完成。
- 1977年（昭和52年） - 創立30周年記念式典挙行、プール完成。
- 1979年（昭和54年） - 鉄筋3階建新校舎（南館）落成。
- 1980年（昭和55年） - 石油庫、電気炉室完成。LL教室完成。木造校舎解体。
- 1981年（昭和56年） - 校庭ダスト舗装工事。
- 1984年（昭和59年） - 弱視学級設置。
- 1985年（昭和60年） - 給食配膳室完成。
- 1987年（昭和62年） - 創立40周年記念式典。
- 1988年（昭和63年） - 体育館完成・落成式。
- 1989年（平成元年） - 相撲場完成。
- 1993年（平成5年） - 武道場、パソコン教室完成。
- 1996年（平成8年） - 本館塗装工事。相撲場屋根完成。
- 1997年（平成9年） - 新制服制定。創立50周年記念式典挙行、新藤棚完成。
- 1999年（平成11年） - 西館耐震工事。
- 2001年（平成13年） - 浦和市、与野市との合併に伴いさいたま市立桜木中学校に改称。
- 2004年（平成16年） - 鉄筋3階建新校舎（本館）落成。
- 2005年（平成17年） - 自校給食開始。
- 2006年（平成18年） - 創立60周年記念式典。

## 学区
学区は錦町、桜木町1 - 4丁目、上小町、三橋3 - 4丁目。